# Грибова, Авдотья Никифоровна
Авдо́тья Ники́форовна Гри́бова (1800 — после 1850) — русская купчиха 3-й гильдии и промышленница, была одним из ведущим производителей в московском регионе по производству шали и тканей.

## Биография
Авдотья Грибова родилась в 1800 году. Овдовела в возрасте 25 лет, оставшись с семилетней дочерью и годовалым сыном.
Грибовой досталась в наследство от мужа Григория фабрика по производству шёлковых шалей и жилетных материй. При её муже фабрика насчитывала в 1814 году 60 рабочих, в 1838 году — 18 рабочих, в 1843 году — 60 рабочих. Фабрика размещалась в собственном доме в Покровской части, который в 1842 году стоил 10 000 рублей серебром.
Фабрика была основана Григорием в 1814 году, когда он был мещанином. Грибовы числились среди мещанства до тех пор, пока не разбогатели и товарооборот их фабрик не поднялся до размеров, требующих цеховой платы за купечество и приёма в купеческое сословие. Григорий и Авдотья купили дом, фабрика которого находилась в домовладении Грибовых в Лефортово на улице Покровской (не путать с Покровкой; ныне Бакунинская улица). Дом стоил в 1842 году 10 000 рублей серебром.
Вдова Авдотья энергично вела дело. Она чувствовала большой спрос на шали, принесённые модой. В это время в Россию привозили кашемировые и шёлковые шали из Турции, а позже из Франции и Великобритании. Русские производители быстро переняли моду и стали выпускать собственные товары, которые за счёт отсутствия затрат на доставку были дешевле, но при этом не уступали по качеству импортным. Наиболее известными в Москве были шали фабрики Гучкова, а уже за Гучковыми последовали и другие.
Впоследствии Грибова стала выпускать шали разных видов. Стандартный размер шали был 1,7 метра на 1,7 метра. В качестве сырья продавцы закупали шемаханский и кашанский сорта шёлка-сырца, которые в больших количествах привозили в Москву из городов Шемахы и Кашан через астраханскую таможню. Шали и шарфы выпускались не только из чистого шёлка и шерсти, но и из смешанных тканей (меланж) — шёлка с добавлением шерсти. В зависимости от моды шали могли быть одноцветные с узорчатыми «коймами» или набивные с рисунком по всему полю.
Авдотья Грибова регулярно обновляла ассортимент, участвовала во всероссийских мануфактурных выставках. Эти выставки русских изделий проходили в Москве и в Санкт-Петербурге. В Москве экспонаты можно было увидеть в Колонном зале Дворянского собрания (ныне Дом Союзов), вход туда был по билетам. В 1835 году Грибова представила платки «Терно Бур-де-суси», набивные платки и шали, салоп из шерстяной материи. В 1843 году были показаны, по-видимому, новые изделия: платки атласные, платки плюшевые, платки ковровые, шали мериносовые, «камальи шелковыя», креп-рашель. Высокое качество полушерстяной ткани креп-рашель фабрики Грибовой было отмечено в изданном в 1845 году Департаментом внешней торговли «Обозрении главнейших отраслей мануфактурной промышленности в России».
Платки «Терно Бур-де-суси» шили по французской моде из терно. Название платка отсылает к оранжево-золотому цвету, модному в 1820—1830-х годах — французское слово soucis означает «цветы-ноготки», они же календула. Для окрашивания ткани использовался натуральный краситель шафран, привезённый из Индии. В «Ведомостях по Лефортовской части живущих в ней мастеров и художников разных заведений» за 1835 год фабрика Грибовой обозначена как «бордусовая».
В документах, оставшихся после проверок на заводе, Грибова указывала, что вела дело «сама». В 1830-е годы шали её фабрики пользовались большим спросом. В 1938 году она стала сдавать в аренду лавку в самом престижном месте по продаже текстиля в Китай-городе — Зеркальном ряду. Для ведения дел в лавке и переговоров с покупателями он нанял приказчика, московского купца Василия Степанова, который работал у неё более 25 лет. Производство расширялось, и в 1843 году фабрика произвела продукции на 30 тысяч рублей.
Грибова руководила делами фабрики более 25 лет с 1825 по как минимум 1850 год. Дела вела лично, для сбыта нанимала приказчика. Поскольку работать на ручных фабриках, где изготавливались шёлковые ткани с замысловатыми узорами, было физически тяжело, ткачами у него работали только мужчины.

## Личная жизнь
У Авдотьи Грибовой был сын по имени Фёдор (1824—1849), которому она очень хотела передать дело (с 1840 года Фёдор помогал ей на фабрике), однако он преждевременно умер в возрасте 25 лет, после чего Грибова жила в одном доме с внуками Михаилом и Марьей, вдовой сына Фёдора Марьей. Также у Грибовой было дочь Анна и внебрачная дочь Александра Семёнова 1831 года рождения.